# Abația Fulda
Abația Fulda a fost o mănăstire benedictină în Fulda (Germania de astăzi, landul Hessa). Abația a fost fondată în anul 744 de Sturmius, un discipol al lui Sf. Bonifacius. Bogat înzestrată de către Carloman, abația Fulda a adoptat regula benedictină pe care Sturmius o adusese de la Monte Cassino. Prin secolele al VIII-lea și al IX-lea, mănăstirea Fulda devine un centru important de cultură în Germania medievală și un loc de importanță religioasă, și pelerinaj după înmormântarea lui Bonifacius aici. 
În 751 papa Zaharia a scutit abația de orice jurisdicție episcopală alta decât aceea a episcopului Romei, adică a papei. Sub conducerea energică a lui Rabanus Maurus (822-842), congregația, cu un efectiv de circa 600 de călugări, s-a impus ca centru științific al occidentului creștin. Creșterea populației în jurul Fuldei a dus la apariția orașul omonim în jurul lăcașului.
Odată cu ascensiunea burgheziei, proprietățile și privilegiile abației au fost constestate din ce în ce mai mult, începând din secolul al XII-lea, antrenând decadența congregației până la reforma protestantă.

## Capi ai Abației

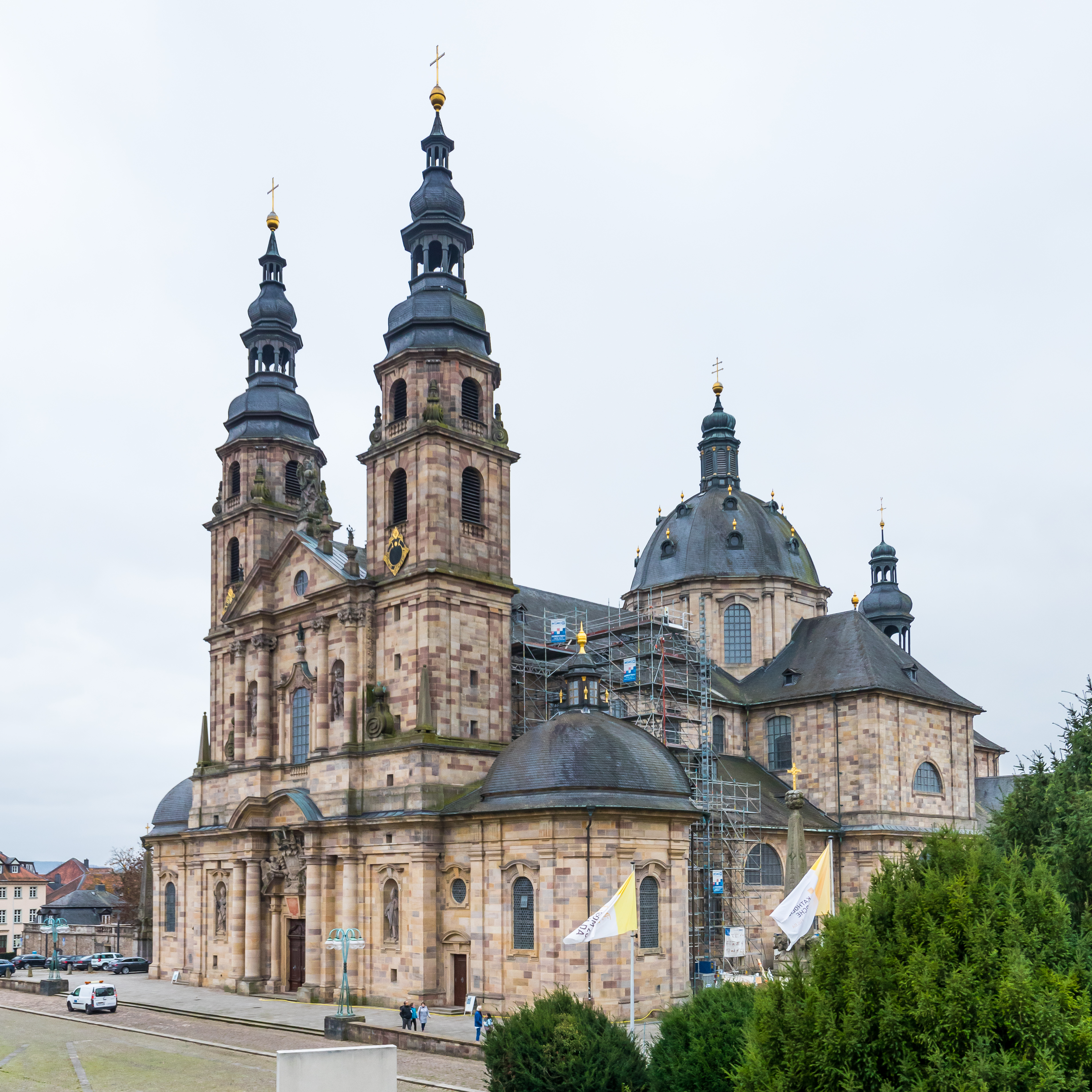
Catedrala din Fulda

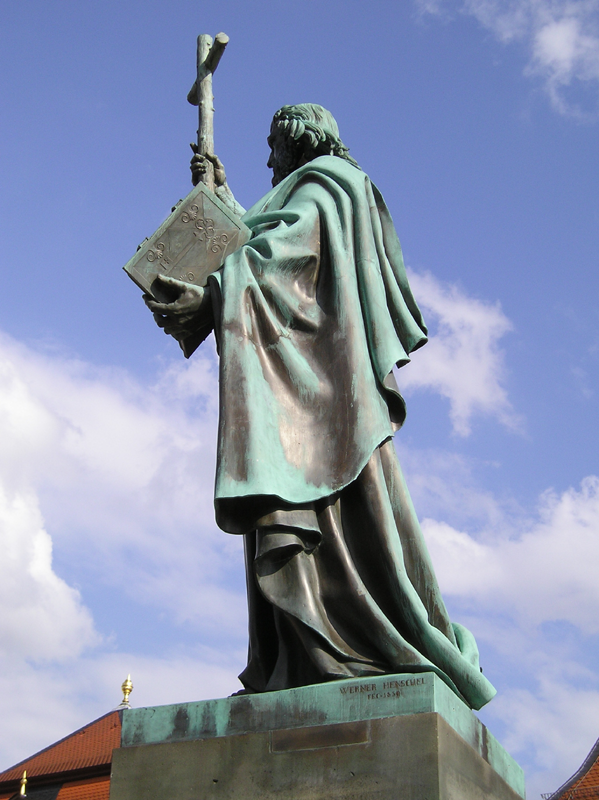
Statuia Sfântului Bonifacius la abație

### Abați
- Sturmius 744-779
- Baugulf 779-802
- Ratgar 802-817
- Eigil 818-822
- Rabanus Maurus 822-842
- Hatto I 842-856
- Thioto 856-869
- Sigihart 869-891
- Huoggi 891-915
- Helmfried 915-916
- Haicho 917-923
- Hiltibert 923-927
- Hadamar 927-956
- Hatto al II-lea 956-968
- Werinheri 968-982
- Branthoh I. 982-991
- Hatto III. 991-997
- Erkanbald 997-1011
- Branthoh II. 1011-1013
- Poppo 1013-1018, de asemenea abate de Lorsch
- Richard 1018-1039
- Sigiwart 1039-1043
- Rohing 1043-1047
- Egbert 1047-1058
- Siegfried von Eppenstein 1058-1060, de asemenea arhiepiscop de Mainz
- Widerad von Eppenstein 1060-1075
- Ruothart 1075-1096
- Godefrid 1096-1109
- Wolfhelm 1109-1114
- Erlolf von Bergholz 1114-1122
- Ulrich von Kemnaten 1122-1126
- Heinrich I von Kemnaten 1126-1132
- Bertho I von Schlitz 1132-1134
- Konrad I 1134-1140
- Aleholf 1140-1148
- Rugger I 1148
- Heinrich al II-lea von Bingarten 1148-1149
- Markward I 1150-1165
- Gernot von Fulda 1165
- Hermann 1165-1168
- Burchard Graf von Nürings 1168-1176
- Rugger al II-lea 1176-1177
- Konrad al II-lea 1177-1192
- Heinrich al III-lea de Kronberg im Taunus 1192-1216
- Hartmann I 1216-1217
- Kuno 1217-1221

### Prinți-Aboți
- Konrad al III-lea von Malkes 1221-1249
- Heinrich al IV-lea von Erthal 1249-1261
- Bertho al II-lea von Leibolz 1261-1271
- Bertho al III-lea von Mackenzell 1271-1272
- Bertho al IV-lea von Biembach 1273-1286
- Markward al II-lea von Bickenbach 1286-1288
- Heinrich al V-lea Graf von Weilnau 1288-1313
- Eberhard von Rotenstein 1313-1315
- Heinrich al VI-lea von Hohenberg 1315-1353
- Heinrich al VII-lea von Kranlucken 1353-1372
- Konrad al IV-lea Graf von Hanau 1372-1383
- Friedrich I von Romrod 1383-1395
- Johann I von Merlau 1395-1440
- Hermann al I-lea von Buchenau 1440-1449
- Reinhard Graf von Weilnau 1449-1472
- Johann al II-lea Graf von Henneberg-Schleusingen 1472-1513
- Hartmann al II-lea Burggraf von Kirchberg 1513-1521/29
- Johann al III-lea Graf von Henneberg-Schleusingen 1521/29-1541
- Philipp Schenk zu Schweinsberg 1541-1550
- Wolfgang Dietrich von Eusigheim 1550-1558
- Wolfgang Schutzbar 1558-1567
- Philipp Georg Schenk zu Schweinsberg 1567-1568
- Wilhelm Hartmann von Klauer zu Wohra 1568-1570
- Balthasar von Dernbach 1570-1606 (exilat 1576-1602)
  - Julius Echter von Mespelbrunn, Episcop de Würzburg, administrator 1576-1602
- Johann Friedrich von Schwalbach 1606-1622
- Johann Bernhard Schenk zu Schweinsberg 1623-1632
- Johann Adolf von Hoheneck 1633-1635
- Hermann Georg von Neuhof (named Ley) 1635-1644
- Joachim Graf von Gravenegg 1644-1671
- Cardinal Gustav Adolf (Baden) 1671-1677
- Placidus von Droste 1678-1700
- Adalbert I von Schleifras 1700-1714
- Konstantin von Buttlar 1714-1726
- Adolphus von Dalberg 1726-1737
- Amand von Buseck, 1737-1756, Prinț-Episcop după 1752

### Prinți-Episcopi și Prinți-Aboți
- Adalbert al II-lea von Walderdorff 1757-1759
- Heinrich al VIII-lea von Bibra, 1759-1788
- Adalbert von Harstall, 1789-1802, episcop până în 1814.